# Paignton

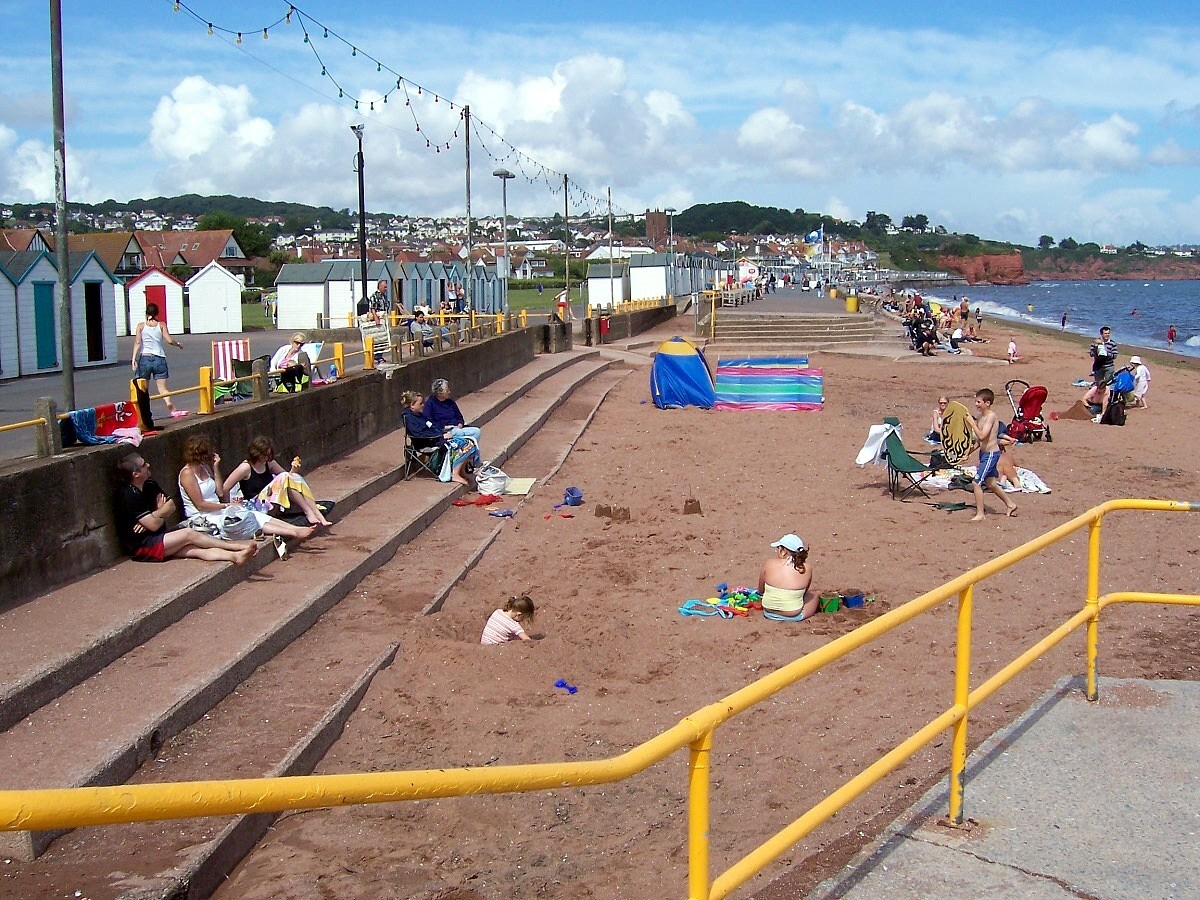
Preston Sands beach

Paignton és una ciutat litoral situada a la costa de Tor Bay a Devon, Anglaterra. junt amb Torquay i Brixham forma la unitary authority de Torbay la qual va ser creada el 1998. La zona de Torbay és una destinació turística coneguda com la English Riviera. En el cens de 2011 Paignton tenia 49.021 habitants. El seu origen és un assentment celta i va ser mencionada per escrit per primera vegada l'any 1086. Va ser una població pesquera petita fins que el 1859 hi va arribar el ferrocarril que l'unia amb Londres.

## Història
Paignton es menciona en el Domesday Book de l'any 1086. Anteriorment s'escrivia com Peynton i Paington, el seu nom deriva de Paega's town, l'assentament anglosaxó original. Paignton va tenir mercat i fira el 1294.